# Uragan
Gli Uragan sono i satelliti artificiali russi della costellazione del sistema di navigazione satellitare GLONASS. Complessivamente, ne sono stati lanciati circa un centinaio di due versioni diverse, con una terza a partire dal 2010. Inoltre, è stata anche realizzata una variante di prova, di dimensioni ed ingombro reali.

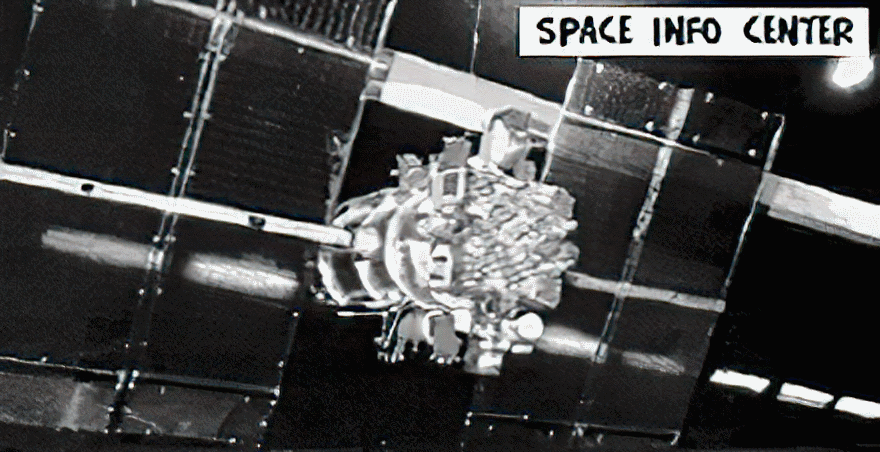
Un satellite Uragan.

In generale, questi satelliti sono posti in orbita circolare media, a 19.100 km, con inclinazione di 64,8 gradi. Sono stati costruiti dallo NPO Prikladnoi Mekhaniki, oggi chiamato ISS Reshetnev.

## Uragan-GVM
Uragan-GVM è la versione di prova dei satelliti del sistema GLONASS. Ne furono lanciati otto, con altrettante missioni Kosmos. I lanci furono effettuati con vettori Proton dal cosmodromo di Baikonur. Comunque, furono immessi in orbita insieme ad esemplari funzionanti: in dettaglio, dei tre che trasportava ogni razzo, uno o due erano fittizi, e l'altro/i reale/i. La lista che segue riporta i lanci di satelliti Uragan non funzionanti con, fra parentesi, quelli reali inviati in orbita con lo stesso vettore.
- 12 ottobre 1982: Kosmos 1414 e 1415 (Kosmos 1413);
- 10 agosto 1983: Kosmos 1492 (Kosmos 1490 e 1491);
- 29 dicembre 1983: Kosmos 1521 (Kosmos 1519 e 1520);
- 19 maggio 1984: Kosmos 1556 (Kosmos 1554 e 1555);
- 4 settembre 1984: Kosmos 1595 (Kosmos 1593 e 1594);
- 17 maggio 1985: Kosmos 1652 (Kosmos 1650 e 1651);
- 24 dicembre 1985: Kosmos 1712 (Kosmos 1710 e 1711).

## Uragan
Gli Uragan sono i satelliti della prima serie della costellazione GLONASS. Identificati con l'indice GRAU 11F654, sono stati costruiti in 87 esemplari tra il 1982 ed il 2005. Sono stati lanciati con vettori Proton da Baikonur in gruppi di due o tre, a volte con esemplari della serie M.
La loro vita operativa era di 3 anni, con una massa al lancio di 1.415 kg. La struttura ha un sistema di stabilizzazione a tre assi, con due pannelli solari.
La dotazione di bordo comprende un orologio al cesio con un'accuratezza nell'ordine dei 1.000 nanosecondi, oltre ad un sistema di navigazione in banda L con 25 canali per utilizzo militare.
I primi satelliti funzionanti sono stati lanciati insieme ad altri del tipo “dummy”, precedentemente trattato (tra parentesi le missioni Kosmos che hanno riguardato dispositivi non funzionanti).
- 12 ottobre 1982: Kosmos 1413 (Kosmos 1414 e 1415);
- 10 agosto 1983: Kosmos 1490 e 1491 (Kosmos 1492);
- 29 dicembre 1983: Kosmos 1519 e 1520 (Kosmos 1521);
- 19 maggio 1984: Kosmos 1554 e 1555 (Kosmos 1556);
- 4 settembre 1984: Kosmos 1593 e 1594 (Kosmos 1595);
- 17 maggio 1985: Kosmos 1650 e 1651 (Kosmos 1652);
- 24 dicembre 1985: Kosmos 1710 e 1711 (Kosmos 1712);
- 16 settembre 1986: Kosmos 1778, 1779 e 1780;
- 24 aprile 1987: Kosmos 1838, 1839 e 1840 (lancio fallito);
- 16 settembre 1987: Kosmos 1883, 1884 e 1885;
- 17 febbraio 1988: Kosmos 1917, 1918 e 1919 (lancio fallito);
- 21 maggio 1988: Kosmos 1946, 1947 e 1948;
- 16 settembre 1988: Kosmos 1970, 1971 e 1972;
- 10 gennaio 1989: Kosmos 1987 e 1988;
- 31 maggio 1989: Kosmos 2022 e 2023;
- 19 maggio 1990: Kosmos 2079, 2080 e 2081;
- 8 dicembre 1990: Kosmos 2109, 2110 e 2111;
- 4 aprile 1991: Kosmos 2139, 2140 e 2141;
- 29 gennaio 1992: Kosmos 2177, 2178 e 2179;
- 30 luglio 1992: Kosmos 2204, 2205 e 2206;
- 17 febbraio 1993: Kosmos 2234, 2235 e 2236;
- 11 aprile 1994: Kosmos 2275, 2276 e 2277;
- 11 agosto 1994: Kosmos 2287, 2288 e 2289;
- 20 novembre 1994: Kosmos 2294, 2295 e 2296;
- 7 marzo 1995: Kosmos 2307, 2308 e 2309;
- 24 luglio 1995: Kosmos 2316, 2317 e 2318;
- 14 dicembre 1995: Kosmos 2323, 2324 e 2325;
- 30 dicembre 1998: Kosmos 2362, 2363 e 2364;
- 13 ottobre 2000: Kosmos 2374, 2375 e 2376;
- 1º dicembre 2001: Kosmos 2380 e 2381;
- 25 dicembre 2002: Kosmos 2394, 2395 e 2396;
- 10 dicembre 2003: Kosmos 2402 e 2403;
- 26 dicembre 2004: Kosmos 2411 e 2412;
- 25 dicembre 2005: Kosmos 2417.

## Uragan-M
Uragan-M (indice GRAU 14F113) è la seconda generazione dei satelliti GLONASS. Complessivamente, ne sono stati costruiti una trentina, lanciati tra il 2001 ed il 2010 (anno in cui dovrebbero concludersi i lanci).
Le caratteristiche tecniche sono le medesime della precedente versione. Tuttavia, variano sia la vita utile (7 anni) sia la componentistica installata. Infatti, alla banda L per impieghi militari, si è aggiunta dal 2004 anche una banda L2, per utilizzo civile.
Gli Uragan-M dovrebbero essere sostituiti in futuro dai più sofisticati Uragan-K. Come i precedenti, vengono lanciati in gruppi da tre, a volte anche con esemplari della versione precedente (indicati tra parentesi).
- 1º dicembre 2001: Kosmos 2382 (Kosmos 2380 e 2381);
- 10 dicembre 2003: Kosmos 2404 (Kosmos 2402 e 2403);
- 26 dicembre 2004: Kosmos 2413 (Kosmos 2411 e 2412);
- 25 dicembre 2005: Kosmos 2418 e 2419 (Kosmos 2417);
- 25 dicembre 2006: Kosmos 2424, 2425 e 2426;
- 26 ottobre 2007: Kosmos 2431, 2432 e 2433;
- 25 dicembre 2007: Kosmos 2434, 2435 e 2436;
- 25 settembre 2008: Kosmos 2442, 2443 e 2444;
- 25 dicembre 2008: Kosmos 2447, 2448 e 2449;
- 14 dicembre 2009: Kosmos 2456, 2457 e 2458;
- 1º marzo 2010: Kosmos 2459, 2460 e 2461.

Ulteriori 5 esemplari sono previsti nel 2010.

## Uragan-K
Uragan-K è la terza generazione di satelliti per il sistema di navigazione GLONASS. Dal punto di vista tecnico, sono caratterizzati da un peso di soli 750 kg e da una vita operativa di 10-12 anni. Al contrario dei precedenti Uragan-M, sarà disponibile anche una terza banda, sempre per utilizzi civili.
I lanci di questi nuovi satelliti avverranno per coppie con vettori Sojuz dal cosmodromo di Plesetsk, oppure in gruppi da sei da Baikonur con i Proton. Inizialmente, comunque, saranno immessi in orbita insieme agli Uragan-M.
Per ora risultano in programma due lanci, uno nel 2010 e l'altro nel 2011.